# Aromatherapie
Aromatherapie bezeichnet die Anwendung ätherischer Öle zur Linderung von Krankheiten oder zur Steigerung des Wohlbefindens. Berufs- oder gewerbsmäßig ist jede Form der Heilkunde nur approbierten Ärzten, Pflegefachkräften und in Deutschland nach § 1 Heilpraktikergesetz auch Heilpraktikern erlaubt. Das gilt auch für alternative Heilmethoden wie die Aromatherapie. Wissenschaftliche Nachweise zur Wirksamkeit der Behandlungen liegen nicht vor. 

## Geschichte
Schon zur Zeit der alten Hochkulturen in Mesopotamien und Ägypten wurden Duftstoffe bzw. Pflanzenteile meist in Form von Räucherwerk für therapeutische und rituelle Zwecke angewandt. Davon abgeleitet wurde die heutige Bezeichnung Parfum (lat. per fumum – durch den Rauch) für wohlriechende Duftölmischungen.
Der römische Geschichtsschreiber Plinius der Ältere berichtet etwa von der Anwendung von Minzblättern zur Reinigung von Krankenräumen.
Im Juli 1910 passierte René-Maurice Gattefossé, einem französischen Chemiker für Kosmetika und Parfümeur, in seinem Labor ein Unfall, der ihn zum Vater der Aromatherapie machte. In seinem Labor gab es eine Explosion, bei der er sich seine Hände und seine Kopfhaut verbrannte. Er versorgte seine Verbrennungen mit Lavendelöl, worauf sie erstaunlich rasch und völlig ohne Narbenbildung abheilten. Dieser Erfolg regte ihn zu weiteren Nachforschungen an.
Während des Ersten Weltkrieges wurde bereits mit ätherischen Ölen behandelt, und Gattefossé produzierte 1918 eine antiseptische Seife auf der Basis von ätherischen Ölen. Damit wurden die Kleidungsstücke und Verbandsmaterialien gewaschen, aber auch als Eau-de-Toilette-Ersatz wurde sie verwendet.
1923 studierte Gattefossé nur noch die medizinischen Eigenschaften der duftenden Öle, es folgten Publikationen und die Herstellung diverser Produkte mit ätherischen Ölen, selbst der Zweite Weltkrieg konnte ihn kaum bremsen. Er hatte sich vor allem der Bergamotte-Essenz und ihren antiseptischen Eigenschaften gewidmet. Er arbeitete nun vermehrt mit Ärzten und Krankenhäusern zusammen, aber im Zuge seiner Beschäftigung mit der Hautheilkunde entwickelte er Schönheitsprodukte und veröffentlichte 1936 auch sein in Fachkreisen bekanntes und vielfach übersetztes Werk Physiologische Ästhetik und Schönheitsprodukte.
Seine zwei letzten Werke Aromatherapie und Essentielle Antiseptika (1937) haben alle späteren Anwender der ätherischen Öle beeinflusst. Hier wurde zum ersten Mal der Begriff „Aromatherapie“ geprägt.

## Anwendung
Aromatherapie ist die Behandlung von Befindlichkeitsstörungen und Erkrankungen mit ätherischen Ölen. Sie ist eine Form der Phytotherapie (Pflanzenheilkunde) und gehört zu den komplementärmedizinischen Methoden. Die Verwendung von Duftstoffen in Privathaushalten ist schon längst üblich geworden, auch wenn selten das Wort Aromatherapie dafür herangezogen wird. Erkältungsbäder, Geruchspflaster, Massageöle und Duftlampen sind Beispiele dafür. Aromatherapie wird auch als ergänzende Erweiterung für den Whirlpool angeboten. Dabei werden dem aufgeheizten Wasser Duftstoffe beigemengt, die durch die ständige Umwälzung durch Düsenpumpen besonders gut während des Bades aufgenommen werden können.
Duftstoffe allgemein können in verschiedenen Weisen auf den menschlichen Körper einwirken:
- Der Geruchssinn wird angesprochen; dies führt zu einer Sinneswahrnehmung mit all den damit verbundenen Nebeneffekten (Gefühlseindruck, Erinnerung, reflektorische Beeinflussung verschiedener Körperfunktionen etc.). Ein Beispiel hierfür ist die Aromatherapie-Massage: Sie ist die wichtigste Methode der Aromatherapeuten auf dem Sektor der alternativen Gesundheitspflege. Wesentlich geprägt wurde dieses Anwendungsgebiet von der Französin Marguerite Maury: Sie untersuchte die Wirkung von Aromen, wenn sie auf die Haut aufgetragen werden. Dies erfordert Kenntnisse zur Anatomie und Massage sowie über die Eigenschaften der einzelnen ätherischen Öle.
- Nach Einnahme oder Inhalation können ätherische Öle auch eine direkte Wirkung auf die Organe haben. Lavendelöl soll zum Beispiel beruhigend wirken, Thymian aktivierend, Jasminöl stark spasmolytisch, sedativ, antidepressiv[2], Orangen- und Zitronenöl sollen die Stimmung aufhellen.
- „Biologische Antibiose“: Einige ätherische Öle besitzen antibiotische Eigenschaften, wodurch sie sich gut für die Prophylaxe und zur Behandlung leichterer Infektionen eignen. Neben den reinen Aromaölen eignen sich hierfür auch bestimmte Heilkräuter und Gewürze, wie Thymian, Salbei und Zitronenmelisse. Besonders häufig findet diese Therapieform Verwendung bei der Behandlung von Erkältungskrankheiten, wofür sich neben der oralen Einnahme ganz besonders die gezielte Inhalation, wie auch eine Anreicherung der Raumluft über Verdunstung eignen.
- Es ist auch möglich, Öle direkt (mit Vorsicht zu genießen) oder verdünnt (2%ige Mischung auf ein Trägeröl z. B. Olivenöl) auf die Haut aufzutragen. Ätherische Öle, die in Reinform auf die Haut aufgetragen werden können, sind z. B. Zitrone (bei Warzen) oder Lavendel (zeigt bei Verbrennungen/Brandblasen sehr gute Wirkung), auch Immortelle soll auf Wunden aufgetragen eine wundreinigende, heilungsfördernde und -beschleunigende Wirkung haben.

## Rechtliches
Ätherische Öle sind frei verkäuflich und von jedem anwendbar. Als Bestandteil von kosmetischen Präparaten unterliegen sie der Verordnung (EG) Nr. 1223/2009 über kosmetische Mittel. In Lebensmitteln und Bedarfsgegenständen unterliegen sie dem Lebensmittel-, Bedarfsgegenstände- und Futtermittelgesetzbuch. Dem Arzneimittelrecht unterliegen ätherische Öle nur, sofern sie in Arzneimitteln enthalten sind. Sie sind im Deutschen Arzneibuch (DAB) sowie im Ph. Eur. (Europäischen Arzneimittelbuch) beschrieben und in über 2000 Medikamenten enthalten.

## Gefahren
Ätherische Öle müssen sorgfältig dosiert werden, denn es können Nebenwirkungen wie toxische Erscheinungen und allergische Reaktionen auftreten. Vor allem bei Kindern, Schwangeren und geschwächten Personen sollte man mit der Anwendung ätherischer Öle sehr vorsichtig sein. Unverdünnt können sie auf empfindlicher Haut zu Reizungen oder gar Verätzungen führen. Bei Kleinkindern sollte auf die Anwendung ätherischer Öle verzichtet werden.
Ein Großteil der verkauften Aromaöle stammt nicht (mehr) aus natürlichen Quellen, sondern wird synthetisch oder halbsynthetisch hergestellt. Viele Aromaöle pflanzlicher Herkunft können Giftstoffe enthalten, was ihren innerlichen Gebrauch, aber auch das Auftragen auf die Haut nicht ungefährlich macht. Gerade das beliebte Teebaumöl hat oft einen hohen Gehalt an Terpenen, welche in hohem Maße lebertoxisch sind. Als gefährlich ist auch die potenzielle Allergenität der Aromaöle zu betrachten. Bei bekannter Neigung zu allergischen Reaktionen sollte daher im Zweifelsfall auf eine Anwendung verzichtet werden.